# Fuerzas Armadas de Malta

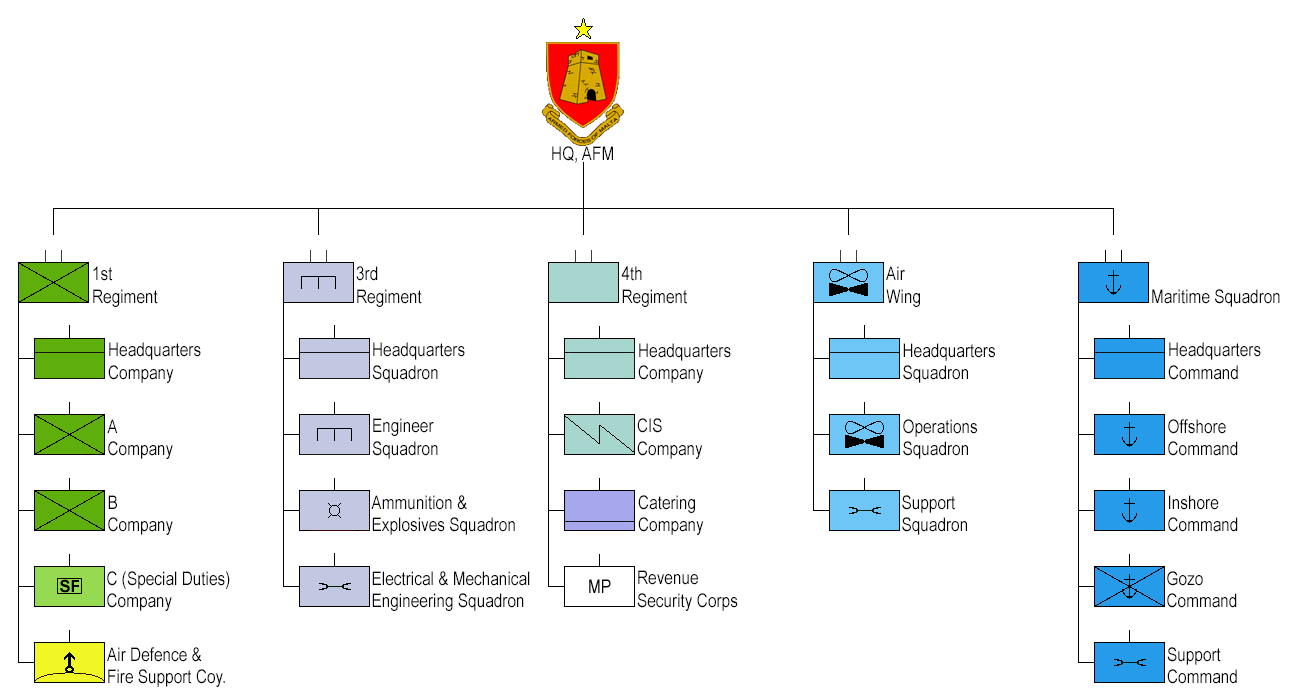
Estructura de las Fuerzas Armadas de Malta.

Las Fuerzas Armadas de Malta (FAM) es el nombre que reciben las fuerzas armadas combinadas de Malta. Las FAM es una organización con el tamaño de una brigada consistente en un cuartel general y tres batallones separados, con unas fuerzas navales y aéreas mínimas. Las FAM también son responsables del control de fronteras.

## Organización

### Cuartel General
El Cuartel General de las Fuerzas Armadas de Malta es el principal centro de control de las mismas, y está dividido en cuatro áreas principales.
- Rama de Operaciones
- Rama de Entrenamiento
- Administración & Personal
- Rama Logística
- Rama de Política de Seguridad y Defensa de la Unión Europea
- Unidad de Información Pública
- Unidad de Inteligencia
- Oficina Legal
- Auditoría & inspección

### 1º Regimiento
El 1º Regimiento es la unidad de infantería de Malta, y tiene responsabilidad principal en la defensa territorial del país. Está dividido en tres compañías de rifles, una compañía de apoyo y la compañía de Cuartel General (o Plana Mayor)..
- Compañía A - es responsable de la seguridad de aeropuerto y del rol del control de acceso proporcionando guardias de seguridad en los puntos de acceso de la terminal y puertas de entrada del perímetro del aeródromo que llevan a zonas restringidas y el patrullaje de estas zonas. Tiene su base en el Aeropuerto Internacional de Malta
- Compañía B - es responsable de las obligaciones de seguridad de varias localizaciones. Lleva a cabo patrullaje en tierra y puntos de control de vehículos en infracciones de tráfico, identificación de inmigración ilegal y aprehensión de narcóticos. Se mantiene en contacto muy cercano con la policía en relación con muchas de sus actividades. Además, es una compañía de seguridad interna, responsable de la custodia de establecimientos gubernamentales sensibles. Tiene su base en Hal-Far.
- Compañía C (Tareas Especiales) Archivado el 8 de septiembre de 2018 en Wayback Machine. - es la Fuerza de Reacción Rápida de las Fuerzas Armadas de Malta, para operaciones de alto riesgo tanto a nivel interno como parte de la Unión Europea. También sirve como una unidad de entrenamiento de infantería para las FAM y tiene su base en Hal-Far.
- Compañía de Apoyo & Defensa Aérea - proporciona las principales capacidades de defensa aérea de Malta, armada con Bofors 40mm L70 (en la actualidad siendo retirados) y ZPU-4 14.5mm AAMG así como morteros de 81 mm, RPG Tipo 69 y Browning.50 HMGs de apoyo terrestre. Su principal rol la defensa antiaérea ligera le Aeropuerto de Luga y otros puntos vulnerables de las islas maltesas. Entrenamiento de tiro y artillería se practican periódicamente en la Cordillera de Pembroke, St. Andrews. Esta subunidad dirige una escuela de entrenamiento. Todas las actividades ceremoniales que incluyen el disparo de salvas son llevadas a cabo por esta subunidad. También es responsable de la administración y entrenamiento de la Fuerza de Emergencia de Voluntarios Reservistas.
- Compañía del Cuartel General - ejerce el comando y control sobre las otras subunidades
- Honores de Batalla
  - Egipto 1882
  - Operación Atalanta

### Ala Aérea
El Ala Aérea de las Fuerzas Armadas de Malta es el componente área de las actuales fuerzas militares maltesas. El Ala Aérea es responsable de la seguridad del espacio aéreo maltés, conduce patrullaje marítimo y las obligaciones de búsqueda y rescate, y proporciona asistencia militar a otros departamentos gubernamentales de Malta.

### Escuadrón Marítimo
El escuadrón marítimo tiene un amplio rango de obligaciones, incluyendo la guardia costera, fronteras, policía marina, protección de pesca y búsqueda y rescate. Los actuales activos marítimos incluyen:
| En servicio | Clase                                                      | Flota #               | Constructor/Origen                                 | Año de entrada en servicio | Notas |
| ----------- | ---------------------------------------------------------- | --------------------- | -------------------------------------------------- | -------------------------- | --- |
| 1           | Patrullera Clase Diciotti "modificado"                     | (P 61)                | Fincantieri S.p.a. en Astillero de Muggiano Italia | 2005                       | Con base el Cuerpo de Capitanía del Puerto - Guardia Costera |
| 2           | Embarcación de Guardia Costera - Clase Protector           | (P 51, P 52)          | Bollinger Shipyards Incorporated, Estados Unidos   | 2002                       | Basado en el Damen Stan 2600 |
| 1           | Embarcación de Patrullaje Clase Bremse (Bremse Type KB123) | (P 32)                | Alemania                                           | 1992                       | Construido para la antigua Marina de la Alemania Oriental 1971-1972 |
| 2           | Embarcación de patrullaje Clase Swift                      | (P 23, P 24)          | Sewart Seacraft Limited Estados Unidos             | 1971                       | Construido para la Guardia Costera de EE. UU. en 1967 USA C6823 y USA C6824                                                                                                  |
| 2           | Lancha de Búsqueda y Rescate Clase CP800 Vittoria Melita   | (Melita I, Melita II) | Cantiere Navale Vittoria, Adria Italia             | 1998                       | |
| 1           | Interceptor-Rápido inflable semirrígido                    | (P 01)                | FB Design Srl Italia                               | 2006                       | Adquirido en 2003 |
| 4           | Embarcación de patrullaje clase P21                        | P21, P22, P23, P24    | Austal, Perth Australia                            | 2010                       | Ordenado en febrero de 2009. Dos embarcaciones fueron lanzadas el 6 de octubre de 2009. Las cuatro embarcaciones (P21, P22, P23 y P24) fueron entregadas en febrero de 2010. |

La Comisión Europea ha destinado 110 millones de euros en fondos para las Fuerzas Armadas de Malta (FAM). El gobierno ha adquirido 4 nuevas embarcaciones de patrulla para renovar y fortalecer el escuadrón marítimo así como también ha ordenado la adquisición de una nueva aeronave de vigilancia marítima offshore.

#### Antiguos buques de las FAM

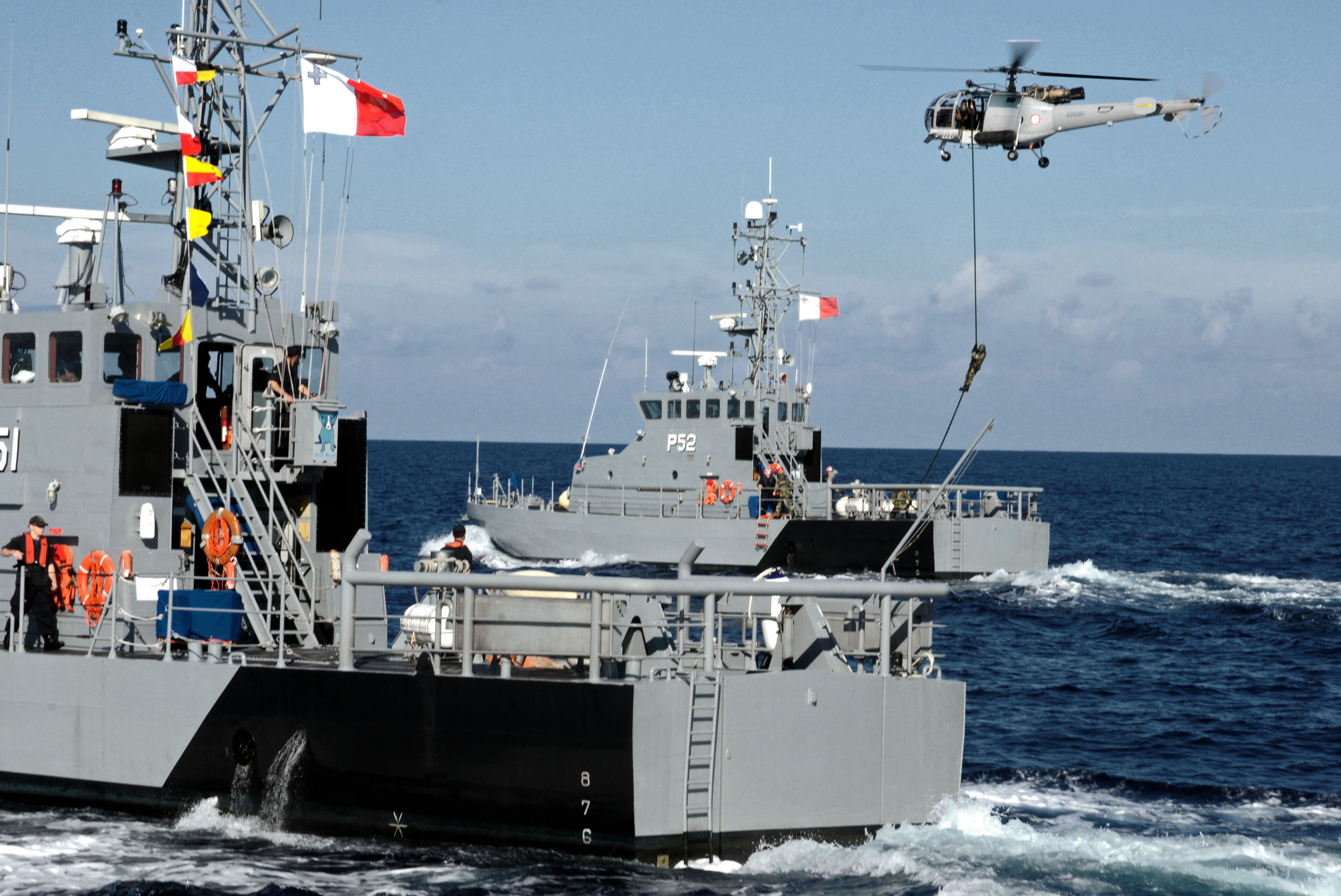
Embarcaciones de patrullaje clase-Protector en un ejercicio de entrenamiento antipiratería en 2011.

Una lista de buques retirados por las FAM:
| Flota #            | Tipo                      | Notas                                                    |
| ------------------ | ------------------------- | -------------------------------------------------------- |
| P25, P26           | barcos de patrulla        |                                                          |
| C26                | lancha patrullera         |                                                          |
| P28                |                           |                                                          |
| P29, P30, P31      | embarcaciones de patrulla | Clase Kondor I de la antigua Alemania Oriental 1968-1970 |
| P33 (Clase Bremse) |                           |                                                          |
| P34, P35           |                           |                                                          |
| P36, P37           |                           |                                                          |
| P38, P39           |                           |                                                          |
| LCVP Mk7           | lancha de desembarco      | Ex-USN                                                   |

#### Equipo de Despliegue Rápido
El Equipo de Despliegue Rápido Archivado el 8 de septiembre de 2018 en Wayback Machine. es una unidad dirigida a operaciones de Refuerzo de la Ley del Mar e intervenciones contra terroristas en el mar. Sus miembros operan la embarcación de intercepción-rápida P 01.

### 3º Regimiento
El 3º Regimiento es la unidad principal de apoyo de las FAM, y consiste en tres secciones operacionales.
- Escuadrón de Ingenieros - proporciona apoyo de ingeniería.
- Compañía de Munición y Explosivos - es responsable del almacenaje y control de todo tipo de municiones utilizados por las FAM así como el almacenamiento y control de material explosivo utilizado por contratistas civiles para voladuras de canteras, etc. Incluye la sección de detección y detonación de bombas y otros dispositivos explosivos; esta es responsable de la inspección del correo en los principales puestos de envío, inspección de equipajes y aeronaves en el aeropuerto y los puntos de seguridad en la cámara de Representantes.
- Escuadrón de Ingeniería Eléctrica y Mecánica - es responsable de la reparación y mantenimiento de todos los vehículos, generadores, plantas y otros servicios de las FAM.

### 4º Regimiento
Establecido con la reforma de las FAM de 30 de octubre de 2006, incluye:
- La Banda de las FAM - toma parte en acontecimientos oficiales, desfiles ceremoniales, y otros programas musicales en Malta y Gozo. Conjuntamente con sus obligaciones como músicos de la banda, el personal también cumple con todas las obligaciones militares.
- Cuerpo de Seguridad Económica - asiste al gobierno en la prevención del contrabando, protección de ingresos y, cuando es necesario, la investigación de delitos fiscales y relativos a las leyes monetarias. También es responsable de la seguridad y escolta de depósitos monetarios en metálico de los bancos comerciales.
- Compañía del Cuartel General
- Compañía C3I

### Fuerza de Emergencia de Reservistas Voluntarios
Además de las fuerzas regulares, también existe una Fuerza de Emergencia de Reservistas Voluntarios, que consiste de voluntarios a tiempo parcial en apoyo de los regulares en la Compañía de Apoyo & Defensa Aérea (1º Regimiento).

### Misión Militar Italiana en Malta
La presencia de la Misión Militar Italiana (MMI) en Malta se ha desarrollado en la forma de asistencia técnica
a lo largo de tres periodos. El primero, entre 1973 y 1979, después entre 1981 y julio de 1988, y finalmente entre julio de 1988 hasta la actualidad.
El personal del MMI alcanza 12 oficiales y 35 suboficiales de las tres ramas de servicio de las Fuerzas Armadas Italianas. También está equipado con dos helicópteros AB 212, 15 vehículos pesados, 60 vehículos ligeros multipropósito, telecomunicaciones de radio y armamento.

## Historia
Las Fuerzas Armadas de Malta (FAM) fueron formadas cuando Malta se convirtió en una república en 1974, cuando el 1º Regimiento Real de Artillería de Malta fue renombrado como 1º Regimiento, FAM. Este inicialmente continuó el rol de artillería, con el 2º Regimiento formado como una unidad de ingenieros.  En 1980, el 1º Regimiento se convirtió en una unidad mixta, con infantería, y responsabilidades marítimas y aéreas, siendo el elemento de artillería transferido al 2º Regimiento. En 1992, hubo una importante reorganización, que llevó a la formación del 3º Regimiento y la estructura actual.
Las FAM llevan una única insignia en la gorra, basado en la del Regimiento Real de Artillería del Malta, que consiste de un cañón, similar al que llevan la Real Artillería Británica pero sin la corona, en el timbre la Cruz de Malta, con el lema Tutela Bellicæ Virtutis" debajo.

### Regimiento de Malta Propiedad del Rey
El Regimiento de Malta Propiedad del Rey fue un regimiento territorial de infantería del Ejército Británico colonial anterior a la independencia de Malta. Fue formado en 1801 como "Regimiento de Milicia Maltesa", existiendo solo hasta el año siguiente. Fue reformado como "Milicia Maltesa" por Sir Adrian Dingli en 1852 antes de ser desmantelado en 1857. Fue levantado de nueva, esta vez como "Regimiento Real de Milicia de Malta" en 1889; este regimiento fue considerado el sucesor de los "Cazadores Malteses" (Maltese Chasseurs) de principios del siglo XIX. El regimiento fue renombrado como "Real Regimiento de Milicia de Malta Propiedad del Rey" en 1903, y fue desmantelado en 1921. El regimiento fue levantado por una cuarta vez en 1931 como "Regimiento de Malta Propiedad del Rey". Inicialmente como parte de la Estructura Británica, en 1951 fue transferido a la Fuerza Territorial de Malta antes de convertirse en parte de las Fuerzas Terrestres de Malta a la independencia de este país en 1970. El regimiento fue disuelto en 1972.
- 1º Batallón, KOMR [1897-1921, 1931-1946, 1952-1972]
- 2º Batallón, KOMR [1897-1921, 1940-1946, 1952-1972]
- 3º Batallón, KOMR [1940-1945]
- 10º Batallón, KOMR (Territorial) [1942-1943]

Honores de Batalla
- 1800 (otorgado por los servicios de los Cazadores Malteses)
- Segunda Guerra Mundial: Malta 1940-1942

## Equipamiento
| Material            | Origen          | Tipo            |
| ------------------- | --------------- | --------------- |
| Bofors 40 mm        | Suecia          | Cañón antiaéreo |
| ZPU-4 14.5 mm SPAAG | Unión Soviética | Cañón antiaéreo |
| Mortero de 81mm     | Reino Unido     | Mortero         |

### Vehículos
| Material        | Origen      | Tipo        |
| --------------- | ----------- | ----------- |
| Land Rover Wolf | Reino Unido | 4x4         |
| Iveco VM 90     | Italia      | SUV táctico |
| Bedford TK      | Reino Unido | Camión      |
| Bedford TM      | Reino Unido | Camión      |
| Fiat Ducato     | Italia      | Camioneta   |

### Armas cortas y equipamiento ligero
| Material | Origen          | Tipo                 |
| --- | --------------- | -------------------- |
| RPG-7V | Unión Soviética | Lanzador de granadas |
| FN MAG | Bélgica         | GPMG                 |
| Browning M2.50 HMG | Estados Unidos  | Metralleta pesada    |
| FN Minimi | Bélgica         | Metralleta ligera    |
| Beretta 92 | Italia          | Pistola              |
| Heckler & Koch MP5 | Alemania        | SMG                  |
| Beretta M12 | Italia          | SMG                  |
| Tipo 56 | China           | Rifle de asalto      |
| Tipo 81 | China           | Rifle de asalto      |
| Beretta AR70/90 | Italia          | Rifle de asalto      |
| AK-47 | Unión Soviética | Rifle de asalto      |
| FN FAL | Bélgica         | Rifle de combate     |
| Tipo 80 | China           | Metralleta mediana   |
| PK | Unión Soviética | Metralleta mediana   |
| Accuracy International PM/L96 - Incluyendo L115 (.338), AI96 (.308), Accuracy International AWM, y AW50 variantes anti-material | Reino Unido     | Rifle de asalto      |
| Mortero L16 81mm | Reino Unido     | Mortero              |
| Mortero Ligero L9A1 51 mm | Reino Unido     | Mortero              |
| Granada M67 | Estados Unidos  | Granada de mano      |
| SRCM 35 | Italia          | Granada de mano      |
| Granada MK3A2 | Estados Unidos  | Granada de mano      |
| AN M18 | Estados Unidos  | Granada de mano      |
| Granada M84 | Estados Unidos  | Granada de mano      |